# Anacharsis Cloots
Jean-Baptiste du Val-de-Grâce, baron de Cloots, conhecido por Anacharsis Cloots, (Kleve, 24 de junho de 1755 – Paris, 23 de março de 1794) foi um revolucionário francês, jacobino, violentamente anticatólico. Adepto do Culto da Razão, foi mandado guilhotinar por Robespierre.